# ユゼフ・ベック

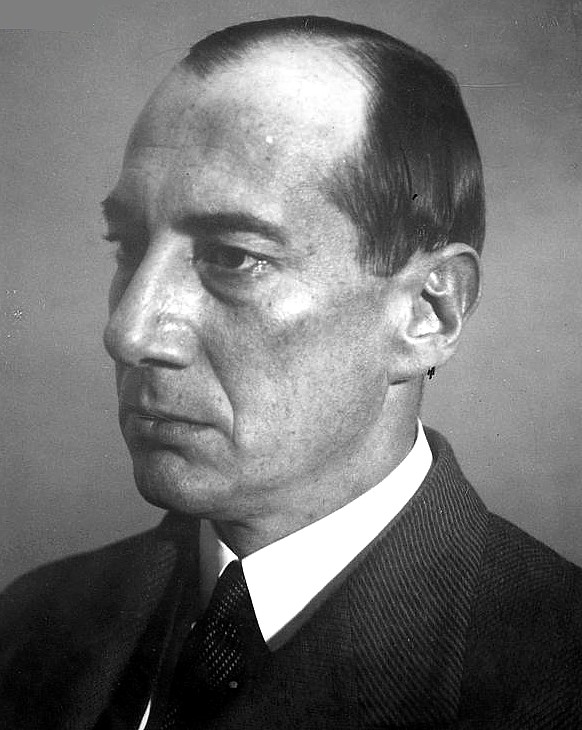
ユゼフ・ベック

ユゼフ・ベック（Józef Beck、1894年10月4日 - 1944年6月5日）は、ポーランドの政治家、外交官、軍人。大佐。

## 経歴
ワルシャワ出身。第一次世界大戦勃発後、オーストリア・ハンガリーに逃亡し、ユゼフ・ピウスツキが指揮するポーランド軍団に入隊し、ロシア軍と戦った。軍団解散後、捕虜収容所に入れられるが、地下グループを組織した。二月革命後、ドイツ軍とオーストリア軍に対して地下闘争を開始する。1918年、ロシア・ソビエト社会主義共和国に密使として派遣され、赤軍内でのポーランド人部隊の編成に参加する。
帰国後、ピウスツキの副官に任命。1922年から駐パリ駐在武官。ピウスツキの退陣後、一旦職を失うが、1926年のクーデター後、軍事省内にポストを得る。1930年から副首相。1932年11月、外務相に任命され、ドイツとソ連間のバランスを取る政策を遂行した。また、フランス・ポーランド・ルーマニア同盟の締結を試みた。1939年5月、ソ連の影響力増大を懸念して、ソ連との相互援助条約の締結を拒否した。ポーランド侵攻後、ルーマニアに亡命し、抑留された。